# Guersh Búdker

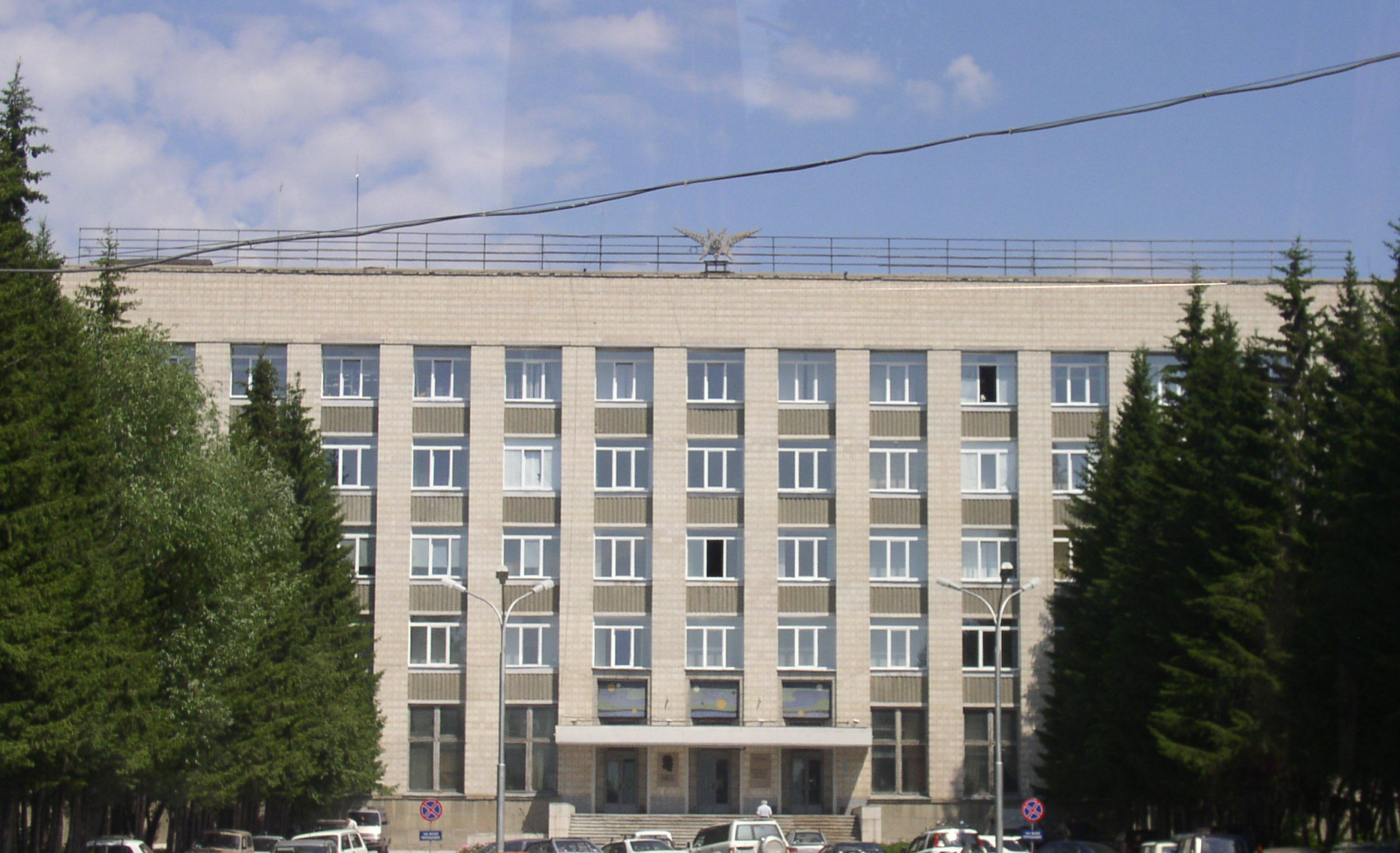
El Instituto Budker de Física Nuclear, que lleva su nombre en su honor

Guersh Ítskovich Búdker (Герш Ицкович Будкер), también llamado Andréi Mijáilovich Búdker (1 de mayo de 1918 – 4 de julio de 1977), fue un físico soviético, especializado en física nuclear y física de aceleradores de partículas.

## Biografía
Fue elegido Miembro Correspondiente de la División Siberiana de la Academia Soviética de Ciencias , en marzo de 1958, y fue promovido a Académico de la División de Física Nuclear en junio de 1964.
Es conocido por su invención en 1968 de refrigeración de electrones, un método de reducción de la emisión de haces de partículas por termalización.
Budker fue el fundador en 1959 y primer Director del Instituto de Física Nuclear (Akademgorodok, Rusia). Después de su muerte, el Instituto cambió su nombre por el Instituto Budker de Física Nuclear en su honor.
Budker también fue uno de los fundadores de la Facultad de Física de la Universidad Estatal de Novosibirsk , en 1961.
La vida y los trabajos de Budker aparecen en una colección escrita por sus colegas, incluyendo a Piotr Kapitsa, Lev Landáu, y Andréi Sájarov. La colección, G. I. Budker: reflexiones y recuerdos, se publicó en 1988 y luego fue traducida al inglés.